# Campionati del mondo di atletica leggera indoor 2016 - 800 metri piani femminili

## Risultati

### Batterie
Si qualificano alla finale la vincitrice di ogni batteria  e i 3 migliori tempi di recupero.
| Rank | Heat | Name                     | Nationality   | Time    | Notes |
| ---- | ---- | ------------------------ | ------------- | ------- | ----- |
| 1    | 1    | Ajee' Wilson             | Stati Uniti   | 2:00.61 | Q     |
| 2    | 1    | Margaret Nyairera Wambui | Kenya         | 2:00.68 | q, SB |
| 3    | 1    | Aníta Hinriksdóttir      | Islanda       | 2:01.96 | q     |
| 4    | 1    | Habitam Alemu            | Etiopia       | 2:02.34 | q     |
| 5    | 2    | Francine Niyonsaba       | Burundi       | 2:02.37 | Q, NR |
| 6    | 1    | Anastasiia Tkachuk       | Ucraina       | 2:02.60 |       |
| 7    | 2    | Lynsey Sharp             | Gran Bretagna | 2:02.75 |       |
| 8    | 2    | Lovisa Lindh             | Svezia        | 2:03.44 |       |
| 9    | 2    | Hedda Hynne              | Norvegia      | 2:03.96 |       |
| 10   | 2    | Malika Akkaoui           | Marocco       | 2:04.00 |       |
| 11   | 3    | Laura Roesler            | Stati Uniti   | 2:04.38 | Q     |
| 12   | 3    | Tigst Assefa             | Etiopia       | 2:04.55 |       |
| 13   | 2    | Līga Velvere             | Lettonia      | 2:05.20 |       |
| 14   | 3    | Christina Hering         | Germania      | 2:05.39 |       |
| 15   | 3    | Adelle Tracey            | Gran Bretagna | 2:07.05 |       |
| 16   | 3    | Rose Mary Almanza        | Cuba          | 2:08.07 |       |
| 17   | 3    | Natoya Goule             | Giamaica      | 2:08.23 |       |

### Finale
Finale partita alle 13:30.
| Rank | Name                     | Nationality | Time    | Notes |
| ---- | ------------------------ | ----------- | ------- | ----- |
| 1    | Francine Niyonsaba       | Burundi     | 2:00.01 | WL    |
| 2    | Ajee' Wilson             | Stati Uniti | 2:00.27 |       |
| 3    | Margaret Nyairera Wambui | Kenya       | 2:00.44 | PB    |
| 4    | Laura Roesler            | Stati Uniti | 2:00.80 |       |
| 5    | Aníta Hinriksdóttir      | Islanda     | 2:02.58 |       |
| 6    | Habitam Alemu            | Etiopia     | 2:04.61 |       |